# Дом с шипами
Дом с шипа́ми (кат. Casa de les Punxes или исп. Casa Terrades) — здание в Барселоне в районе Эшампле, построенное по проекту архитектора-модерниста Жозепа Пуч-и-Кадафалька. Здание занимает квартал между проспектом Диагональ, улицей Брук и улицей Росельо и было построено в 1905 году.

## История

### Строительство
Дом с шипами был построен архитектором Жозепом Пуч-и-Кадафальком в 1903—1905 годах и является наиболее известной работой этого архитектора. Дом был построен по заказу трёх сестёр Террадес (Terrades), что, в частности, стало причиной придания ему второго названия: «Дом Террадес» (Casa Terrades). В задачу архитектора входило объединение трёх домов, принадлежащих сёстрам.
Статус исторического памятника здание приобрело в 1975 году, а в 1980 году состоялась капитальная реконструкция.

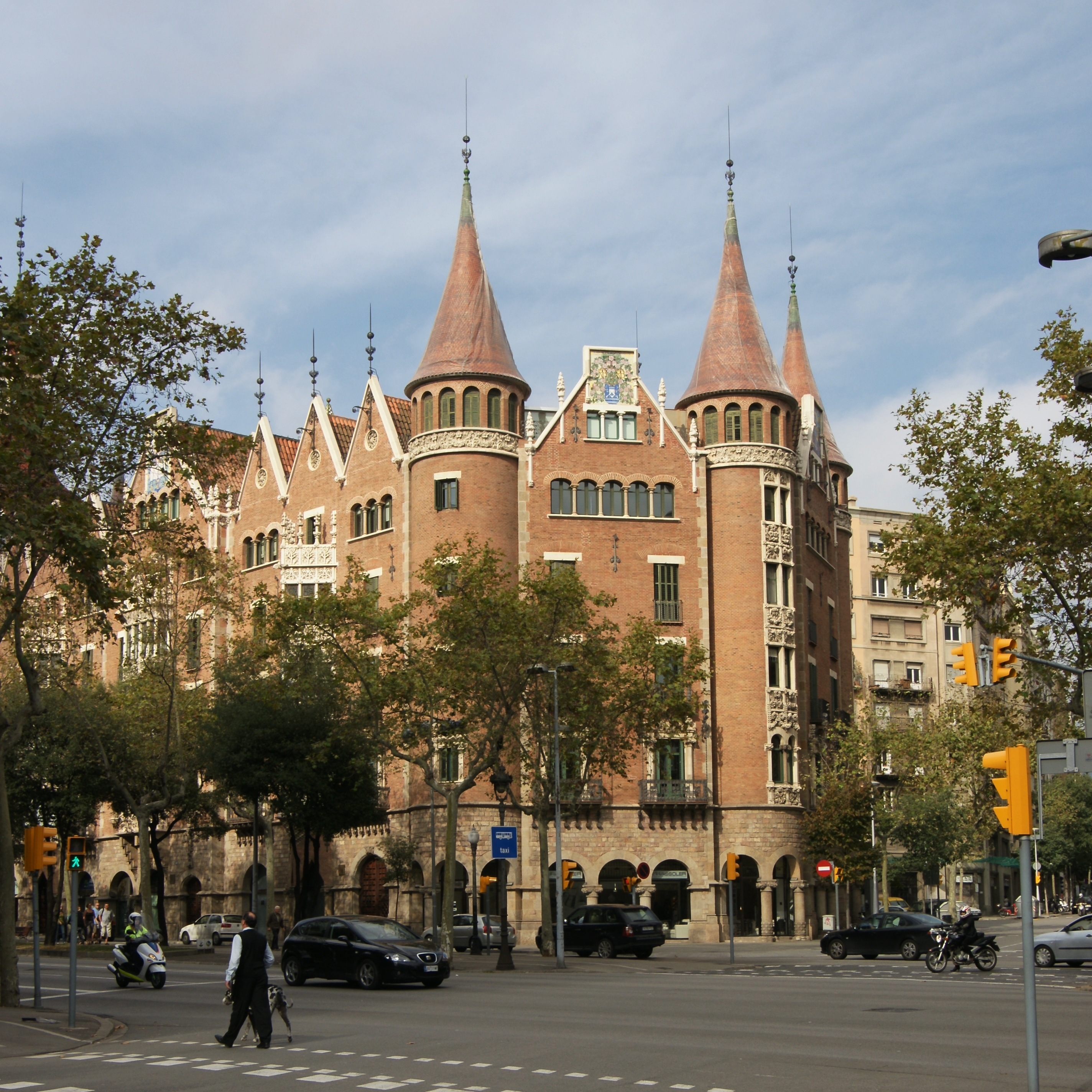

### Смена владельца
В 1991 году дом приобрело агентство Колониал. В 2003 году завершена ещё одна реконструкция, близкая к оригинальному проекту архитектора. Дом был выставлен на торги и продан частному покупателю. После реставрации внутренних помещений Casa Terrades посетители могут побывать на первом этаже, где размещена основная композиция, и цокольном, где работает сувенирный магазин и бар.
Кроме того, гостям предлагается полюбоваться на Барселону с террасы этого необычного здания. Наверх возит лифт, воссозданный по чертежам прошлых лет.

## Архитектура
Название «Дом с шипами» здание получило из-за шести конических башен со шпилями. Дом выходит фасадами одновременно на 3 улицы: Брук (исп. Bruc), Росельо (исп. Rosello) и проспект Диагональ. Дом подражает средневековым замкам и выполнен с соблюдением концептуальных архитектурных решений европейской готики. Фасады здания выполнены в кирпиче и тёсаном камне, каждый имеет оригинальное украшение — с применением резьбы по камню, декоративных панно. Наибольшую известность имеет панно, выходящее на улицу Росельо, на котором изображён святой Георгий (San Jorge). Рисунки на камнях галерей и балконов здания выполнены в стиле модерна. Здание эклектично: соединены фламандская ратуша и средневековый замок.